# فلورينون
الفلورينون عبارة عن مركب عضوي عطري له الصيغة الكيميائية  C13H8O . ويستخدم لصنع العقاقير المضادة للملاريا .
يمكن أن ينتج من الفلورين عن طريق الأكسدة (بواسطة مؤكسدات شائعة أو حتى أكسجين الغلاف الجوي) .

تحضير الفلورينون عن طريق أكسدة الفلورين

## وصلات خارجية
- Material Safety Data Sheet[وصلة مكسورة]